# Cerkiew Świętych Niewiast Niosących Wonności w Lublinie
Cerkiew Świętych Niewiast Niosących Wonności – prawosławna cerkiew cmentarna w Lublinie. Należy do parafii katedralnej Przemienienia Pańskiego w Lublinie, w dekanacie Lublin diecezji lubelsko-chełmskiej Polskiego Autokefalicznego Kościoła Prawosławnego.

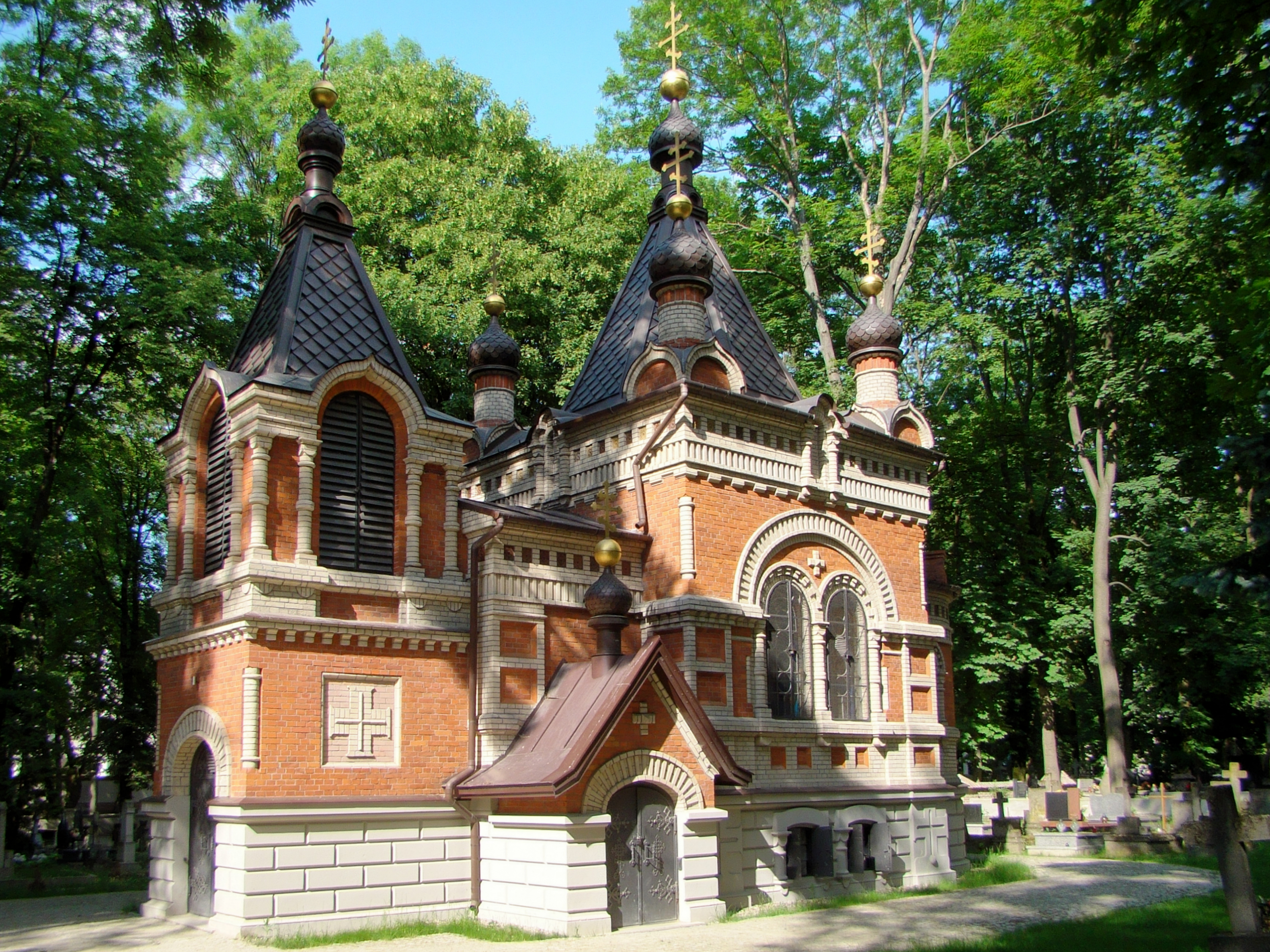
Widok cerkwi z boku

Cerkiew została ufundowana przez Andrieja Diejkuna, prezesa lubelskiej izby skarbowej. Była wznoszona w latach 1902−1903, jej poświęcenie miało miejsce 28 sierpnia 1903. Od początku swojego funkcjonowania jest to cerkiew cmentarna, służąca uroczystościom pogrzebowym i nabożeństwom w intencji zmarłych.
Świątynia reprezentuje styl bizantyjsko-rosyjski w wariancie moskiewsko-jarosławskim (neoruskim). Jest to budowla pięciokopułowa, z dzwonnicą położoną nad przedsionkiem, trójdzielna i dwupoziomowa. Nabożeństwa odprawiane są w jej części górnej, gdzie znajduje się ołtarz oraz jednorzędowy ikonostas. W krypcie na dolnym poziomie pochowany jest fundator świątyni wraz z żoną.
Budynek znajduje się w obrębie prawosławnej części XIX-wiecznego cmentarza prawosławnego, części większego kompleksu cmentarnego przy ulicy Lipowej w Lublinie.

## Historia
Cerkiew Świętych Niewiast Niosących Wonności została wzniesiona na początku XX wieku. Jej fundatorem był Andriej Diejkun, prezes miejscowej izby skarbowej i starosta parafii przy soborze Podwyższenia Krzyża Pańskiego w Lublinie, który pragnął poprzez budowę świątyni upamiętnić swoją zmarłą małżonkę. Przekazał on na ten cel 12 tys. rubli. Ceremonia położenia kamienia węgielnego pod świątynię odbyła się 3 czerwca 1902. Autorem projektu budowli był inż. Grigorij Artynow, zaś pracami budowlanymi kierował komitet pod przewodnictwem gubernatora lubelskiego Władimira Tchorżewskiego. Konsekracji obiektu w dniu 28 sierpnia 1903 przewodniczył biskup lubelski Eulogiusz w asyście archimandryty Dionizego, rektora seminarium duchownego w Chełmie, protojerejów Nikołaja Straszkiewicza i Nikołaja Glinskiego z soboru w Chełmie oraz duchowieństwa z cerkwi lubelskich. Andriej Diejkun nie dożył ukończenia prac budowlanych. Został pochowany w krypcie dwupoziomowej cerkwi, razem z żoną. W cerkwi pochowano również gubernatora lubelskiego Władimira Tchorżewskiego.
Cerkiew od początku pełniła funkcje kaplicy pogrzebowej. Równocześnie w nabożeństwie w niej może brać udział 100 osób.
Według Sokoła i Sosny początkowo patronami świątyni byli święci Andrzej Stratylates i męczennica Maria, patronowie małżonków Diejkunów, wezwanie takie potwierdza prasa cerkiewna z okresu bezpośrednio po wyświęceniu budynku. Cynalewska-Kuczma podaje czterech patronów − oprócz Andrzeja i Marii także święte Marię i Martę z Betanii. Współcześnie patronkami głównej − górnej − cerkwi są Święte Niewiasty Niosące Wonności, zaś dolnej − św. prorok Eliasz.
Po odzyskaniu niepodległości przez Polskę w 1918, gdy prawosławni stracili w ramach akcji rewindykacyjnej część świątyń, jakimi dysponowali w okresie zaboru rosyjskiego, cerkiew na cmentarzu przy ulicy Lipowej, obok cerkwi Przemienienia Pańskiego, była jedną z dwóch świątyń tego wyznania, jakie pozostały w mieście.
Po II wojnie światowej cerkiew pozostała w rękach parafii prawosławnej dzięki staraniom ks. Aleksego Baranowa, który uporządkował kwestie własności świątyń tego wyznania w Lublinie i uzyskał u nowych władz potwierdzenie praw prawosławnych do dalszego korzystania z nich.
W 1984 została wpisana do rejestru zabytków; niecały rok później za zabytek uznano cały kompleks cmentarzy przy ulicy Lipowej.
Na początku XXI w. odnowiony został ikonostas w górnej świątyni oraz przechowywane w niej ikony. W 2009 arcybiskup lubelski i chełmski Abel dokonał jego ponownego poświęcenia. Wcześniej obiekt był kilkakrotnie wandalizowany, zaś w 2007 skradziono ok. 100 kg miedzianej blachy z jego dachu. We wrześniu 2013 poinformowano o rozpoczęciu remontu prawosławnego cmentarza w Lublinie, w ramach którego przewidziano odnowienie elewacji cerkwi oraz instalację w niej oświetlenia. Po ukończeniu wymienionych prac (oraz wykonaniu nowych polichromii wewnątrz świątyni), cerkiew została 18 kwietnia 2017 rekonsekrowana przez arcybiskupa Abla.

## Architektura
Cerkiew cmentarna w Lublinie została wzniesiona w stylu bizantyjsko-rosyjskim. Jest budowlą trójdzielną. Wejście do budynku prowadzi przez prostokątny przedsionek, nad którym wznosi się wieża-dzwonnica, zwieńczona dachem namiotowym zakończonym niewielką cebulastą kopułką. Nawa cerkiewna została wzniesiona na planie kwadratu. Również nad nawą wznosi się dach namiotowy z cebulastą kopułką. Cztery analogiczne konstrukcje znajdują się w narożach nawy, na cylindrycznych bębnach. Pomieszczenie ołtarzowe mieści się w półkolistej absydzie. Wszystkie kopuły cerkwi zwieńczone były złoconymi krzyżami odlanymi w fabryce „E. Plage i T. Laskiewicz” w Lublinie. Ozdobny detal zastosowany przy zewnętrznej dekoracji świątyni wyraźnie nawiązuje do architektury siedemnastowiecznych cerkwi Moskwy i Jarosławia, o czym świadczy zastosowanie piatigławia (pięciu kopuł nad nawą), kokoszników, obniżonych łuków, użycie w budowie dwukolorowej i nieotynkowanej cegły, kształtowanie blachy w charakterystyczne romby. Świątynia jest też zdobiona kolorowymi kafelkami w narożnikach. Inne elementy – bliźniacze okna ujęte w półkoliste łuki, kolumienki z kostkowymi głowicami – nawiązywały do typowych rosyjsko-bizantyjskich cerkwi z wzornika Konstantina Thona.
We wnętrzu górnej cerkwi znajduje się jednorzędowy ikonostas ze zwieńczeniem z ikoną Ostatniej Wieczerzy. Został on wykonany w pracowni Borysowa w Moskwie, za cenę 975 rubli. Pozostałe ikony powstały w innej moskiewskiej pracowni Niemirowa. Na cerkiewnej dzwonnicy znajduje się 6 dzwonów, odlanych w ludwisarni Finlandzkiego, czego koszt wynosił 743 ruble. Wejście do górnej cerkwi prowadzi po ośmiu stopniach. Ściany tej świątyni są wewnątrz malowane na różowo do wysokości wzrostu człowieka. Nad ikonostasem znajduje się cerkiewnosłowiański napis Swiatyj Boże (pol. Święty Boże – początek trisagionu). W górnej cerkwi znajduje się również ikona Zmartwychwstania.

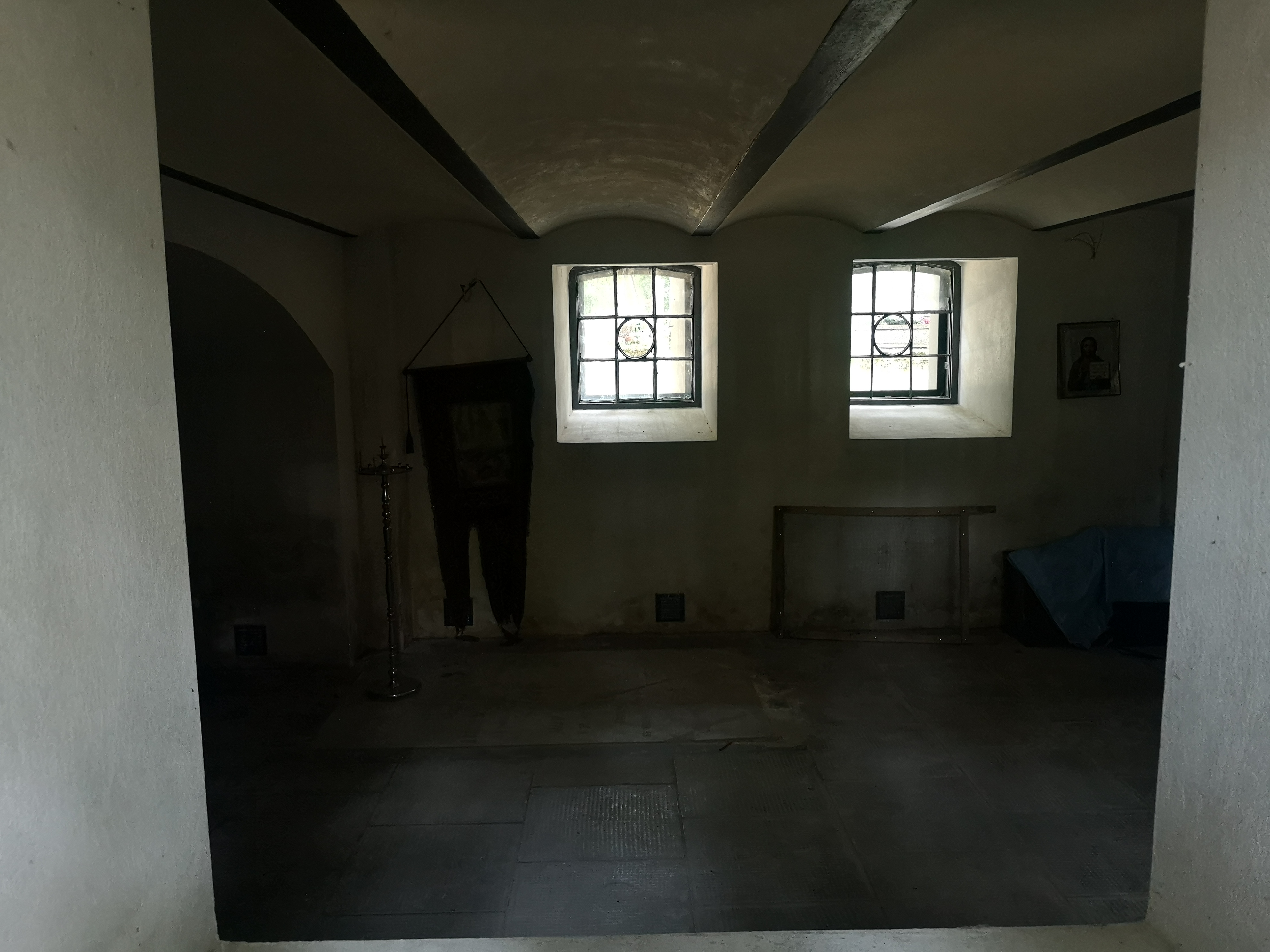
Wnętrze dolnej cerkwi z nagrobkami

Cerkiew dolna jest zbudowaną z polnego kamienia kryptą do połowy zagłębioną w ziemi, oświetlaną przez światło słoneczne wpadające przez okna.